# Warcraft: The Roleplaying Game
Warcraft: The Roleplaying Game – gra fabularna wydana w 2003 roku przez Sword & Sorcery, której akcja ma miejsce w fikcyjnym świecie Warcrafta.

## Podręczniki

### Pierwsza edycja
- Warcraft: The Roleplaying Game – wydany jako tzw. „campaign setting” do trzeciej edycji Dungeons & Dragons (w podręczniku nie ma zasad dotyczących tworzenia postaci, zamiast nich jest bogaty opis świata).
- Warcraft Roleplaying: Magic & Mayhem
- Warcraft Roleplaying: Manual of Monsters
- Warcraft Roleplaying: Alliance & Horde Compendium
- Warcraft Roleplaying: Lands of Conflict
- Warcraft Roleplaying: Shadows & Light

### Druga edycja
- World of Warcraft: The Roleplaying Game – wydana w 2005 roku druga edycja podręcznika do Warcraft RPG, oparta na zasadach otwartej licencji gry zamiast licencji systemu d20 zawierała dużą liczbę zmian mających na celu upodobnienie gry do MMORPGa World of Warcraft zamiast bazującej na świecie Warcraft modyfikacji Dungeons & Dragons.
- World of Warcraft: More Magic and Mayhem
- World of Warcraft: Lands of Mystery
- World of Warcraft: Horde Player's Guide
- World of Warcraft: Alliance Player's Guide
- World of Warcraft: Monster Guide